# Уитерс, Джейн
Джейн Уитерс (англ. Jane Withers, 12 апреля 1926 — 7 августа 2021) — американская актриса.

## Биография
Джейн Уитерс родилась в семье Рут и Уолтера Китерса, который преподавал уроки Библии в местной пресвитерианской школе. Свою карьеру она начала в трёхлетнем возрасте с участия в радиопостановках. В начале 1930-х Уитерс вместе с матерью переехала в Голливуд, где первоначально стала детской фотомоделью, а в 1934 году дебютировала в кино в комедии «Сияющие глазки», которая принесла ей первый успех. Последующие годы десятилетия она продолжала много сниматься на большом экране, появившись в таких фильмах как «Джинджер» (1935), «Фермер женится» (1935) и «Стреляя высоко» (1940).
В 1940-х Уитерс стала героиней двух романов, рассчитанных на подростковую аудиторию — «Джейн Уитерс и тайная комната» и «Джейн Уитерс и призрак скрипки». В этих романах главная героиня имеет те же имя и внешность, что и актриса, но сюжет происходит в альтернативной реальности, где она является обычным подростком, а не актрисой.
В 1958 году. вскоре после появления в драме «Гигант» с Джеймсом Дином в главной роли, актриса почти перестала сниматься на большом экране, переместившись на телевидении. В дальнейшем у неё были роли в телесериалах «Час Альфреда Хичкока», «Семейка монстров» и «Она написала убийство». Уитерс также запомнилась ролью в телевизионной рекламе моющего средства Comet, где её персонаж звали Джозефина-водопроводчик. Актриса озвучивала Лаверн в мультипликационных фильмах «Горбун из Нотр-Дама» (1996) и «Горбун из Нотр-Дама II» (2002).
В 1947 году Уитерс вышла замуж за состоятельного техасского нефтяника Уилльяма П. Мосса, от которого родила троих детей. Брак не был счастливым, и спустя шесть лет супруги развелись. В 1955 году актриса вышла замуж за Кеннета Эррера, одного из членом музыкального коллектива «The Four Freshmen», ставшего отцом её двоих детей. В 1968 году Эррер погиб в авиакатастрофе в Калифорнии. В 1986 году в возрасте 34 лет умер её старший сын от первого брака Уолтер Рэндалл Мосс. По заявлениям актрисы только сильная вера помогла ей преодолеть все трудности и личные потери.
Её вклад в киноиндустрию США отмечен звездой на Голливудской аллее славы.